# Lista typów włoskich okrętów podwodnych
To lista typów okrętów podwodnych Włoch, podana chronologicznie. Daty oznaczają okres budowy danego typu.

## Okręty podwodneRegia Marina(1861–1946)

### Okręty konwencjonalne

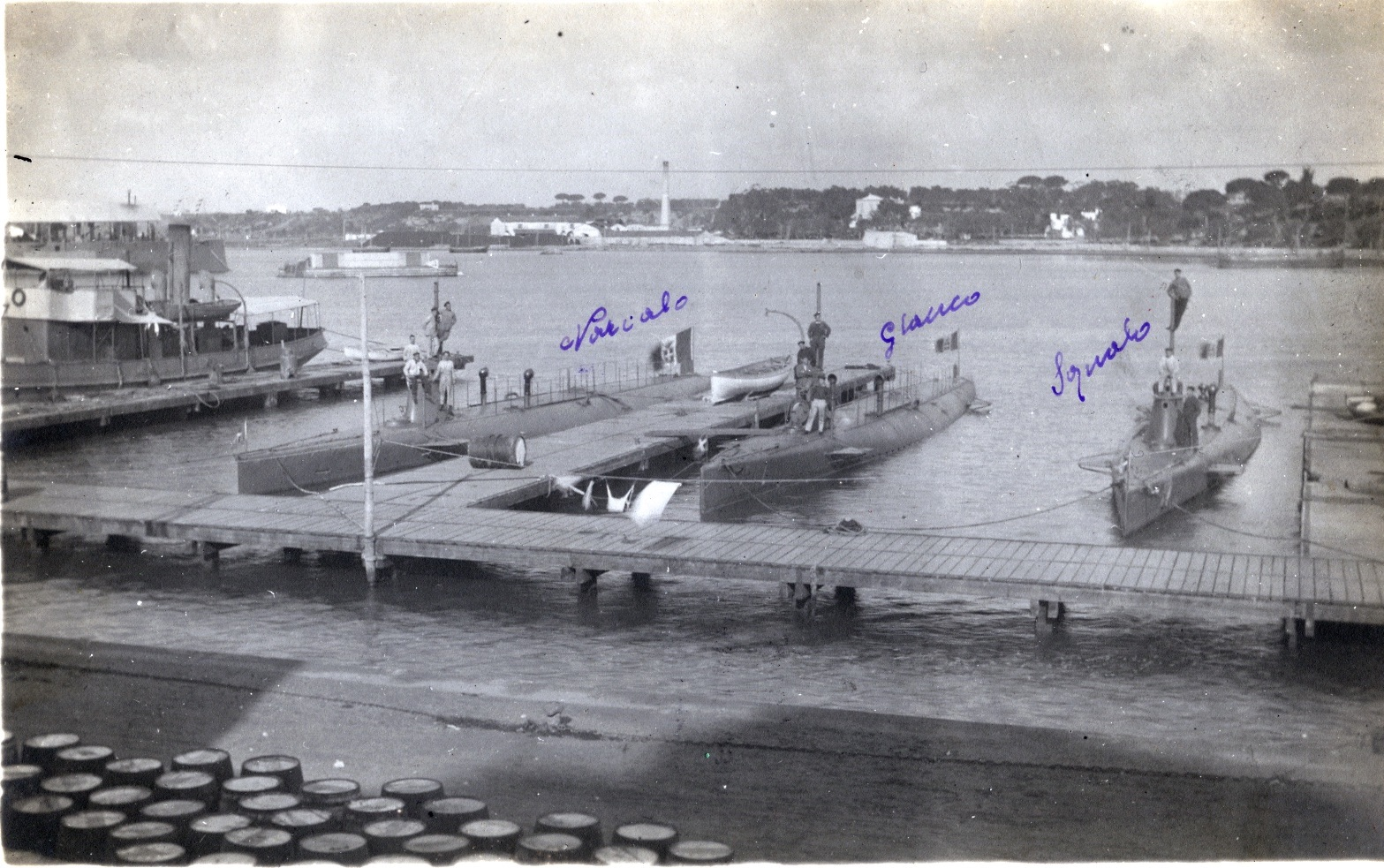
Okręty typu Glauco

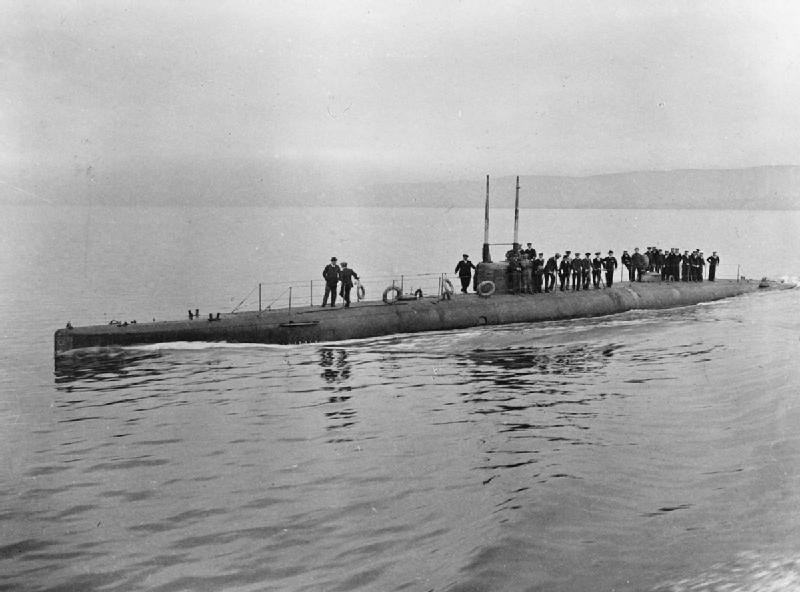
S 1 typu S

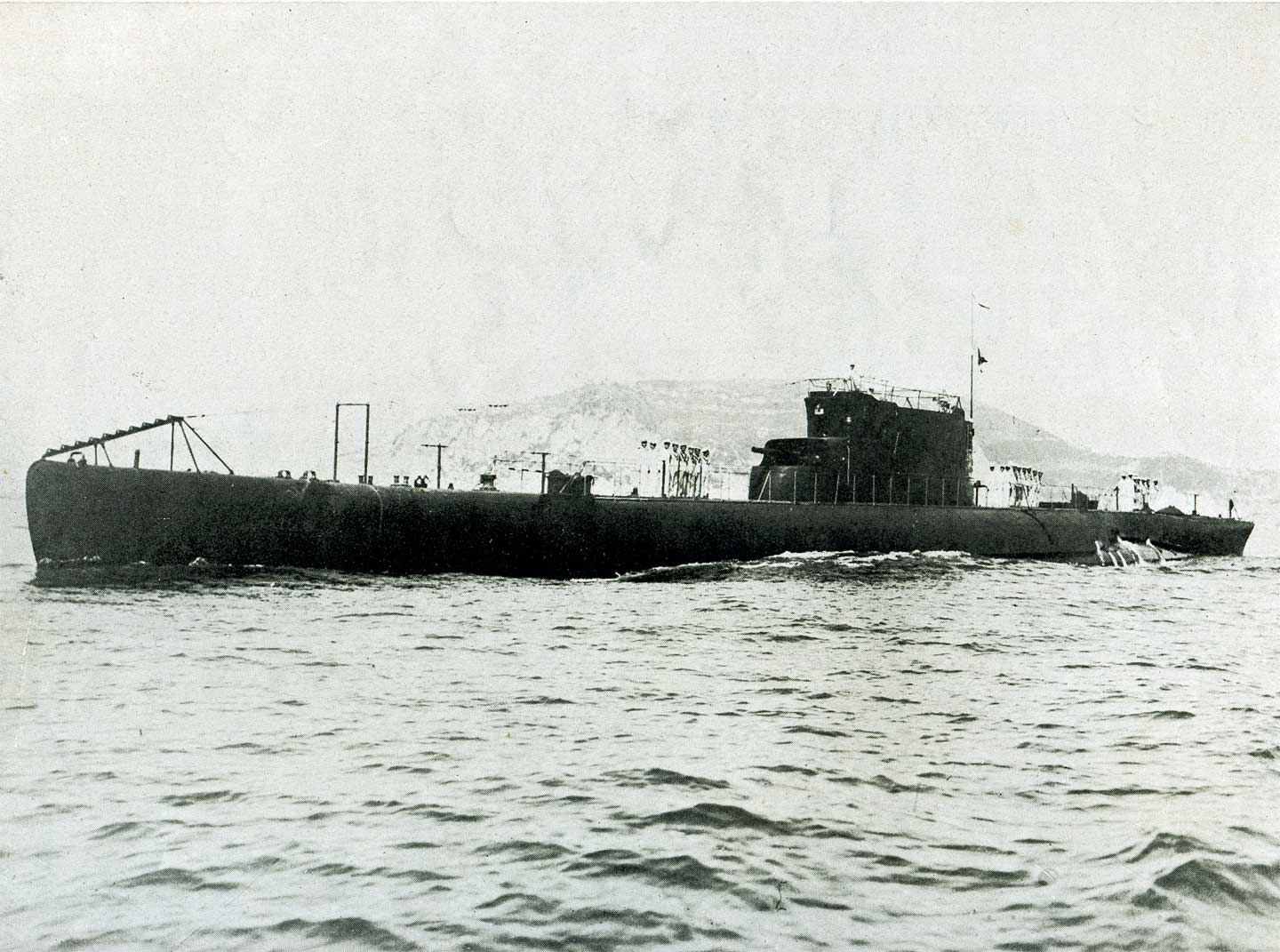
„Domenico Millelire” typu Balilla

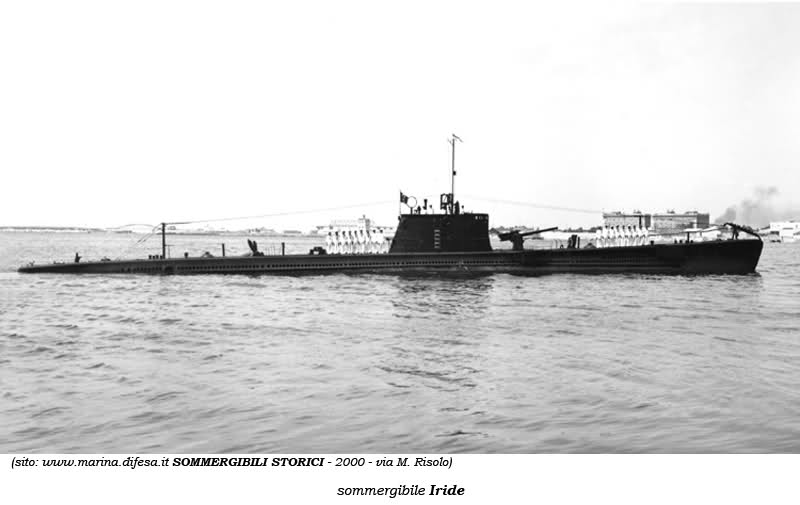
Iride (1936) typu Okręty podwodne typu Perla

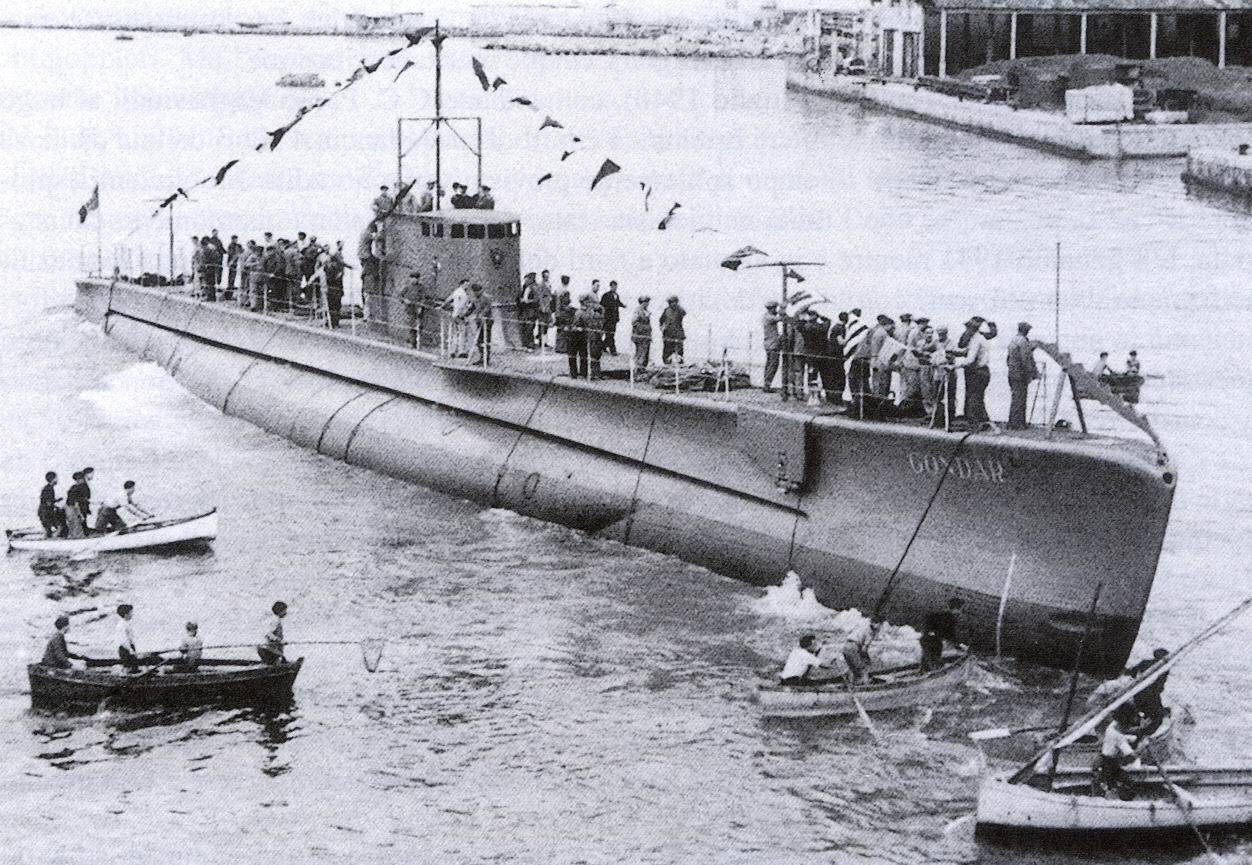
Gondar (1937) typu Adua

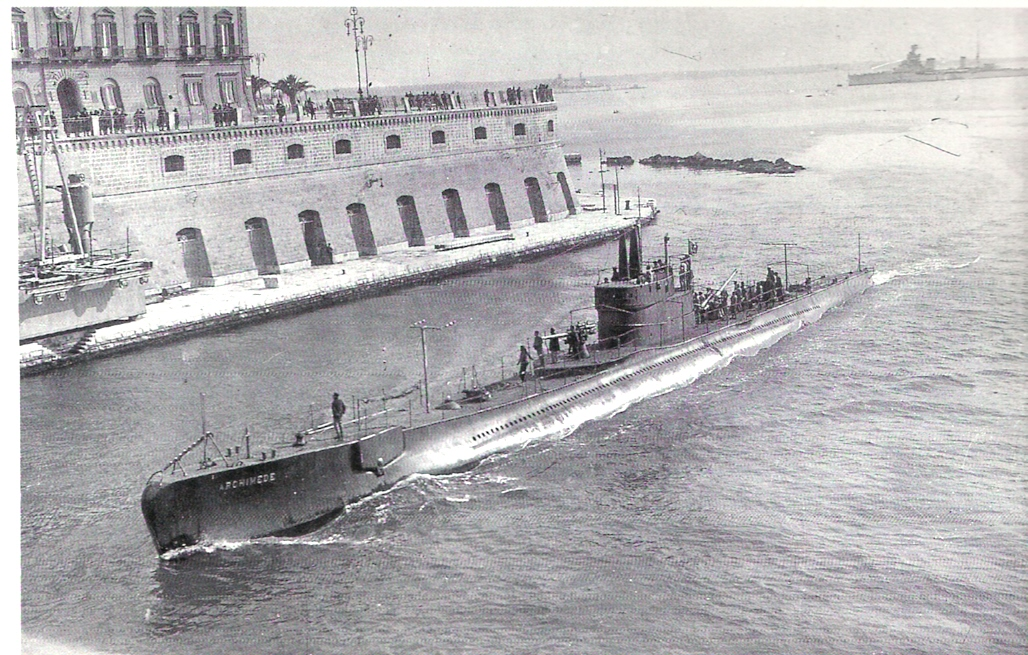
„Archimede” typu Archimede

- „Delfino” – 1 okręt, 1889-1895[1]
- typ Glauco – 5 okrętów, 1903-1909[1]
- „Foca” – 1 okręt, 1907-1909[1]
- typ Medusa – 8 okrętów, 1910-1913[2]
- „Atropo” – 1 okręt, 1911-1913[2]
- typ Nautilus – 2 okręty, 1911-1913[2]
- typ Pullino – 2 okręty, 1912-1914[2]
- typ S – 3 okręty, 1912-1915[3]
- „Argonauta” – 1 okręt, 1913-1915[2]
- typ W – 4 okręty, 1913-1916[3]
- „Balilla” – 1 okręt, 1914-1915[4]
- typ Pacinotti – 2 okręty, 1914-1916[1]
- typ F – 21 okrętów, 1915-1918[3]
- typ Pietro Micca(inne języki) – 6 okrętów, 1915-1918[4]
- typ Barbarigo(inne języki) – 4 okręty, 1915-1919[1]
- typ H – 8 okrętów, 1916-1918[5]
- typ X 2 – 2 okręty, 1916-1918[5]
- typ N(inne języki) – 6 okrętów, 1916-1919[3]
- X 1 - 1 okręt, 1914–1915, zdobyty 1917[5]

- typ Mameli – 4 okręty, 1925-1929[6]
- typ Balilla – 4 okręty, 1925-1929[7]
- typ Pisani – 4 okręty, 1925-1929[6]
- „Ettore Fieramosca” – 1 okręt, 1926-1929[7]
- typ Bragadin – 2 okręty, 1927-1931[8]
- typ Bandiera – 4 okręty, 1928-1930[6]
- typ Squalo(inne języki) – 4 okręty, 1928-1931[8]
- typ Settembrini – 2 okręty, 1928-1932[8]
- typ Argonauta(inne języki) – 7 okrętów, 1929-1933[9]
- typ Sirena(inne języki) – 12 okrętów, 1931-1934[9]
- typ Archimede – 4 okręty, 1931-1935[7]
- „Pietro Micca” – 1 okręt, 1931-1935[10]
- typ Argo – 2 okręty, 1931-1937[8]
- typ Glauco – 2 okręty, 1932-1935[10]
- typ Calvi(inne języki) – 3 okręty, 1932-1936[10]
- typ Perla(inne języki) – 10 okrętów, 1935-1936[9]
- typ Adua – 17 okrętów, 1936-1938[11]
- typ Foca(inne języki) – 3 okręty, 1936-1939[10]
- typ Brin – 5 okrętów, 1936-1939[12]
- typ Marcello – 11 okrętów, 1937-1939[10]
- typ Liuzzi – 4 okręty, 1938-1940[12]
- typ Marconi – 6 okrętów, 1938-1940[12]
- typ Cagni(inne języki) – 4 okręty, 1939-1941[12]
- typ Acciaio – 13 okrętów, 1940-1942[13]
- typ N – 2 okręty, 1927-1929, zdobyte 1941[14]
- N 3 – 1 okręt, 1917-1928, zdobyty 1941[14]
- typ Flutto – 27 okrętów, 1941-1943[15]
- typ FR 111 – 4 okręty, 1923-1928, zdobyte 1942[14]
- typ FR 112 – 2 okręty, 1925-1930, zdobyte 1942[14]
- FR 117 – 1 okręt, 1923-1929, zdobyty 1942[14]
- FR 118 – 1 okręt, 1925-1931, zdobyty 1942[14]
- typ Romolo – 12 okrętów, 1942-1943[6]
- typ S – 9 okrętów, 1942-1943[16]
- typ CM – 2 okręty, 1943-1945[17]
- typ CC – 1 okręt, 1943[17]

### Okręty miniaturowe

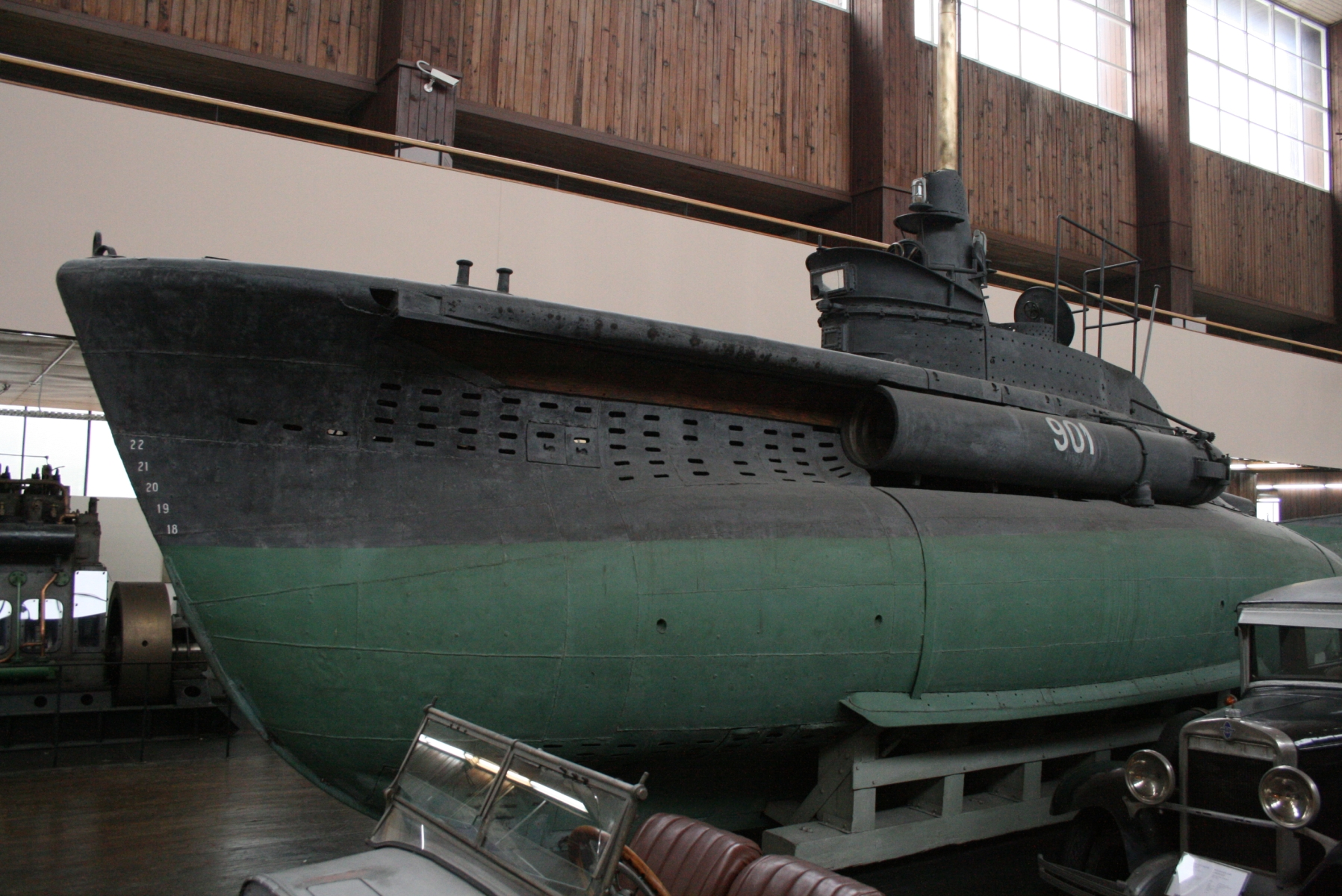
CB 20 typu CB

- typ Alfa – 2 okręty, 1913[5]
- typ A – 6 okrętów, 1915–1916[5]
- typ B – 3 okręty, 1916[5]
- typ CA – 4 okręty, 1938-1943[17]
- typ CB – 22 okręty, 1941-1943[17]

## Okręty podwodneMarina Militare(1946 – obecnie)

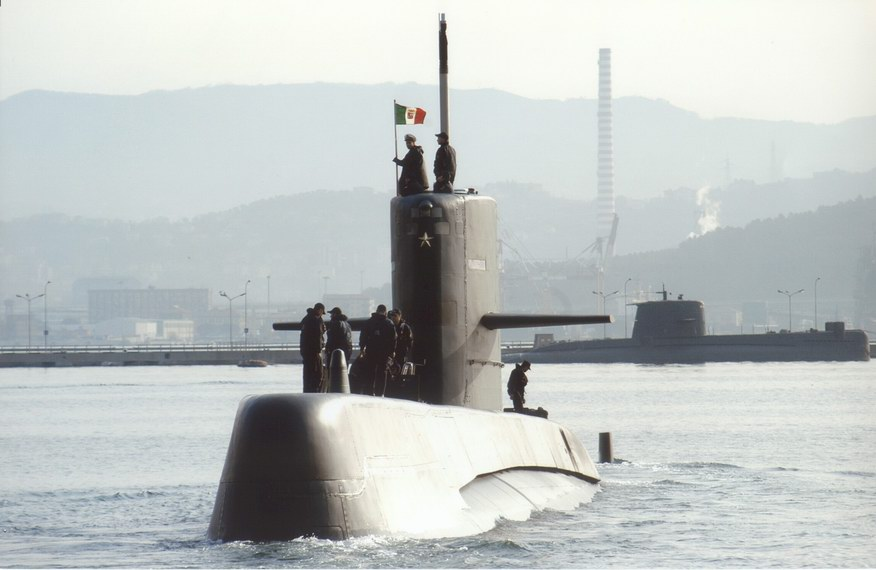
„Salvatore Pelosi” typu Okręty podwodne typu Sauro

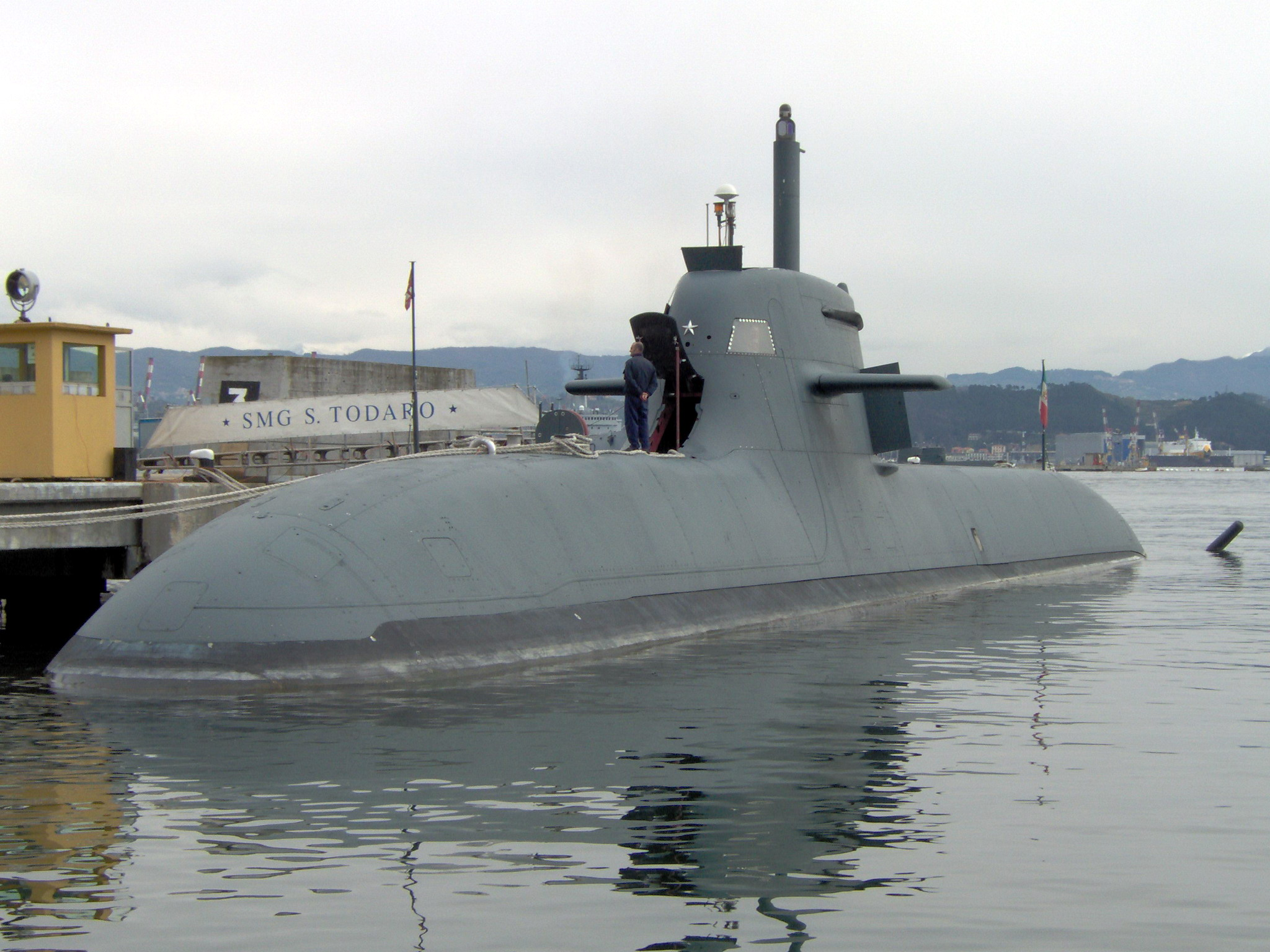
„Salvatore Todaro” typu Todaro

- typ Leonardo da Vinci – 2 okręty, 1941-1943, przejęte 1954–1955[18]
- „Pietro Calvi” – 1 okręt, 1957–1961[19]
- typ Evangelista Torricelli – 3 okręty, 1943-1944, przejęte 1960–1966[18]
- typ Enrico Toti(inne języki) – 4 okręty, 1965-1969[18]
- typ Primo Longobardo – 2 okręty, 1944-1949, przejęte 1972[18]
- typ Livio Piomatra – 2 okręty, 1949-1952, przejęte 1973–1974[18]
- typ Sauro(inne języki) – 8 okrętów, 1974-1995[20]
- typ Todaro – 4 okręty, 1999-2017[21]